# ンゴラ県
ンゴラ県(ンゴラけん、英語：Ngora District)はウガンダの東部地域北部の県。
2014年の人口は14万1919人。
県都はンゴラ。

## 地理
- 北東：カタクイ県
- 東：クミ県
- 南：パリサ県
- 西：セレレ県
- 北西：ソロティ県

県都ンゴラは、クミ・タウンから道なりに約23km西に位置する。
また、首都カンパラから道なりに約230km北東に位置する。

## 歴史
2010年7月1日、クミ県の西部を割いて新設された。

## 人口
- 1991年：5万9392人
- 2002年：10万1867人
- 2014年：14万1919人[3]